# Mairie d’Aubervilliers metróállomás
A Mairie d’Aubervilliers egy metróállomás Franciaországban, Párizsban a párizsi metró 12-es metróvonalán. Tulajdonosa és üzemeltetője a RATP.

## Metróvonalak
Az állomást az alábbi metróvonalak érintik:
- 12-es metróvonal
- 15-ös-metróvonal (építés alatt)

## Kapcsolódó állomások
A metróállomáshoz az alábbi állomások vannak a legközelebb:
- Aimé Césaire (Mairie d’Issy, 12-es metróvonal)